# Sam Trammell
Pour les articles homonymes, voir Trammell.
 (septembre 2012).
Si vous disposez d'ouvrages ou d'articles de référence ou si vous connaissez des sites web de qualité traitant du thème abordé ici, merci de compléter l'article en donnant les références utiles à sa vérifiabilité et en les liant à la section « Notes et références ».
Sam Trammell, né le 29 janvier 1969 à La Nouvelle-Orléans (Louisiane), est un acteur américain. Il est surtout connu pour son rôle de Sam Merlotte dans la série True Blood.

## Biographie
Sam Trammell est né 29 janvier 1969 à La Nouvelle-Orléans en Louisiane. Il est diplômé de l'école George Washington High School qui est à Charleston en Virginie-Occidentale. Il poursuit ses études à l'Université Brown.

## Carrière
Sam Trammell a travaillé dans le théâtre, sur Broadway, dans le cinéma et la télévision. Il est nommé pour un Tony Award pour sa performance dans Ah, Wilderness!.
En dehors de Broadway, il a joué dans Dealer's Choice, My Night with Reg, If Memory Serves, Ancestral Voices et plus récemment dans  Kit Marlowe au Public Theater où il reçoit des commentaires remarquables.
De 2008 à 2014, il joue dans True Blood diffusée sur HBO.

## Filmographie

### Cinéma

#### Longs métrages
- 1997 : The Hotel Manor Inn de Wayne Chesler : Nolan
- 1997 : Childhood's End de Jeff Lipsky : Greg Chute
- 1998 : Wrestling with Alligators de Laurie Weltz : Will
- 2000 : Beat de Gary Walkow : Lee
- 2000 : Un automne à New York (Autumn in New York) de Joan Chen : Simon
- 2000 : Fear of Fiction de Charlie Ahearn : Red / Tom Hopkins
- 2000 : Followers de Jonathan M. Flicker : John Dietrich
- 2003 : Undermind (en) de Nevil Dwek : Derrick Hall / Zane Waye
- 2007 : Aliens vs. Predator: Requiem de Greg et Colin Strause: Tim
- 2010 : The Details de Jacob Aaron Estes : Chris
- 2013 : White Rabbit de Tim McCann : Darrell Mackey
- 2013 : Des belles, des balles et des brutes (Guns, Girls and Gambling) de Michael Winnick : Sheriff Cowley
- 2013 : Crazy Kind of Love de Sarah Siegel-Magness : Jeff
- 2013 : The Privileged de Leah Walker : Preston Westwood
- 2014 : Nos étoiles contraires (The Fault in Our Stars) de Josh Boone : Mr Lancaster
- 2014 : Things People Do (After the Fall) de Saar Klein : Lee
- 2014 : Me de Jefery Levy : David
- 2015 : All Mistakes Buried de Tim McCann : Sonny
- 2015 : The Track de Brett Levner : Scott
- 2016 : Imperium de Michael German : Gerry Conway
- 2017 : About Ray (Three Generations) de Gaby Dellal : Matthew
- 2019 : Nancy Drew and the Hidden Staircase de Katt Shea : Carson Drew
- 2019 : De l'autre côté (Breakthrough) de Roxann Dawson : Dr Kent Sutterer
- 2019 : I See You d'Adam Randall : Todd
- 2019 : 3 Days with Dad de Larry Clarke : Dr Rabinawitz
- 2021 : Unsilenced de Leon Lee : Daniel Davis
- 2021 : American Refugee d'Ali LeRoi : Winter
- 2022 : The Tiger Rising de Ray Giarratana (inspiré du livre The Tiger Rising de Kate DiCamillo): Robert Horton Sr.
- 2023 : Big George Foreman de George Tillman Jr. : Révérend Virdell Stokes
- 2023 : Organ Trail de Michael Patrick Jann : Logan

#### Courts métrages
- 2008 : The Miracle of Phil d'Andrew Douglas : Taylor
- 2010 : Children of the Spider de Jeff Vespa : Alex
- 2010 : The Inn Keeper de LP : Jeb

### Télévision

#### Séries télévisées
- 1998 : Maximum Bob : Sonny Dupree
- 1998 - 1999 : Trinity : Liam McCallister
- 2001 - 2002 : Going to California : Kevin « Space » Lauglin
- 2004 : Anonymous Rex : Vincent Rubio
- 2004 : Dr House (House M.D.) : Ethan Hartig
- 2005 : La Vie avant tout (Strong Medicine) : Kiko Ellsworth
- 2005 : Amy : Marty Levine
- 2005 : Bones : Ken Thompson
- 2006 : Les Experts : Manhattan (CSI: NY) : Charles Wright
- 2006 : Numb3rs : Thomas Gill
- 2006 : Justice : Kevin O'Neil
- 2006 : Dexter : Matt Chambers
- 2007 : Cold Case : Affaires classées (Cold Case) : Porter Rawley
- 2008 - 2014 : True Blood : Sam Merlotte
- 2009 : Médium : Dr. Brian Seward
- 2009 : New York, section criminelle (Law and Order: Criminal Intent) : Gray Vanderhoven
- 2013 : Childrens Hospital : Denizen Stoop
- 2016 : Survivor's Remorse : Dr Glen Harcourt
- 2016 - 2017 : This is Us : Ben
- 2017 : Training Day : Emmett Rourke
- 2017 : Berlin Station : Morgan
- 2019 - 2020 : The Order : Éric Clarke
- 2019 - 2020 : Reckoning : Leo Doyle
- 2020 : Homeland : Vice-président Benjamin Hayes / Président Benjamin Hayes
- 2021 : Generation : Mark
- 2023 : The Rookie: Feds : Neal Wizaro

#### Téléfilms
- 1996 : Harvest of Fire d'Arthur Allan Seidelman : Simon Troyer
- 2007 : Des fleurs en hiver (What If God Were the Sun?) de Stephen Tolkin : Jeff

## Récompenses
- 1998 : Clarence Derwent Award
- 2009 : Satellite Award de la meilleure distribution pour True Blood
- 2010 : Screen Actors Guild Award de la meilleure distribution pour une série dramatique pour True Blood